# Карлос Манчено
Карлос Манчено Кахас (ісп. Carlos Mancheno Cajas; 9 жовтня 1902 — 11 жовтня 1996) — еквадорський військовий, політичний і державний діяч. У 1947 році, протягом 10 днів, обіймав посаду фактичного президента Еквадору.

## Біографія
Народився 9 жовтня 1902 року в районі «Ла Мерсед» міста Ріобамба, провінція Чимборасо. Його батьками були Карлос Манчено Чірібога та Вікторія Кахас Гонсалес.
Він був міністром оборони під керівництвом Хосе Марії Веласко Ібарра, якого пізніше скинув внаслідок державного перевороту.
Враховуючи низьку популярність президента та неминучу зміну міністра оборони, Манчено скинув його та змусив підписати указ, у якому він подав у відставку та довірив йому виконавчу владу, негайно прийнявши політичну владу як міністр оборони, відповідальний за владу, призначивши свій кабінет. Увівши в дію Конституцію 1906 року, він усунув пост віцепрезидента республіки, який обіймав Маріано Суарес Вейнтімілья, який за конституцією та законно мав стати наступником Веласко Ібарри, намагаючись виправдати свою владу як конституційну та законну, для якої він займає посаду президента Республіки, оголосивши, що скличе установчі збори. Це викликало заворушення у великій частині армії, яка не підтримувала диктатуру Манчено на чолі з полковником Анхелем Бакеро.
У цьому середовищі спалахнули дві битви за владу: перша в Ямбо 2 вересня, а друга в Сокабоні наступного дня, що призвело до поразки полковника Манчено Кахаса, спричиненої повною відсутністю військової та політичної підтримки. Побачивши себе втраченим, він знайшов притулок у венесуельському посольстві та йде у відставку перед тріумвіратом, що складається з Умберто Альборнос, Альфонсо Ларреа Альба та Луїс Мальдонадо Тамайо. Цей тріумвірат негайно передав владу відновленому віцепрезиденту Маріано Суаресу.
Що стосується управління державою Карлоса Манчено, то економічна ситуація його уряду не змінилася, оскільки він протримався при владі лише близько 10 днів.
Він помер 11 жовтня 1996 року в Ріобамбі природною смертю у віці 94 років.

## Особисте життя
Він був одружений з Анною Луїзою Веласко, з якою мав 4 дітей:
- Сусана Манчено Веласко;
- Ней Манчено Веласко;
- Карлос Манчено Веласко;
- Анна Вікторія Манчено Веласко.